# Floe
Un floe (de l'anglais ice floe) est un fragment de glace de mer en forme de radeau, de 20 mètres ou plus d’extension horizontale, moins épais que la banquise à proprement parler.
Les floes ont deux origines :
- ils peuvent être une étape de la formation de la banquise[2], en se formant par une accumulation de frasil, ils sont alors de forme plus ou moins arrondie et sont entourés de soupe de glace ;
- ou ils peuvent être le résultat de la débâcle[3], ou de l’éclatement de la banquise (à la suite d'une mer agitée, de l'action du vent ou des courants, ou même à cause du réchauffement de la planète) et sont alors de forme nette polygonale et entourés d'eau libre.

Le floe peut parfois désigner le chaos de plaques de glace empilées ou enchevêtrées qui s’épaississent et se cimentent progressivement pour former la banquise. Mais on utilise généralement le terme pack (abréviation de l'anglais pack ice).
On appelle floeberg une masse flottante de glace constituée d'eau de mer par opposition à un iceberg, qui est une masse constituée d'eau douce.

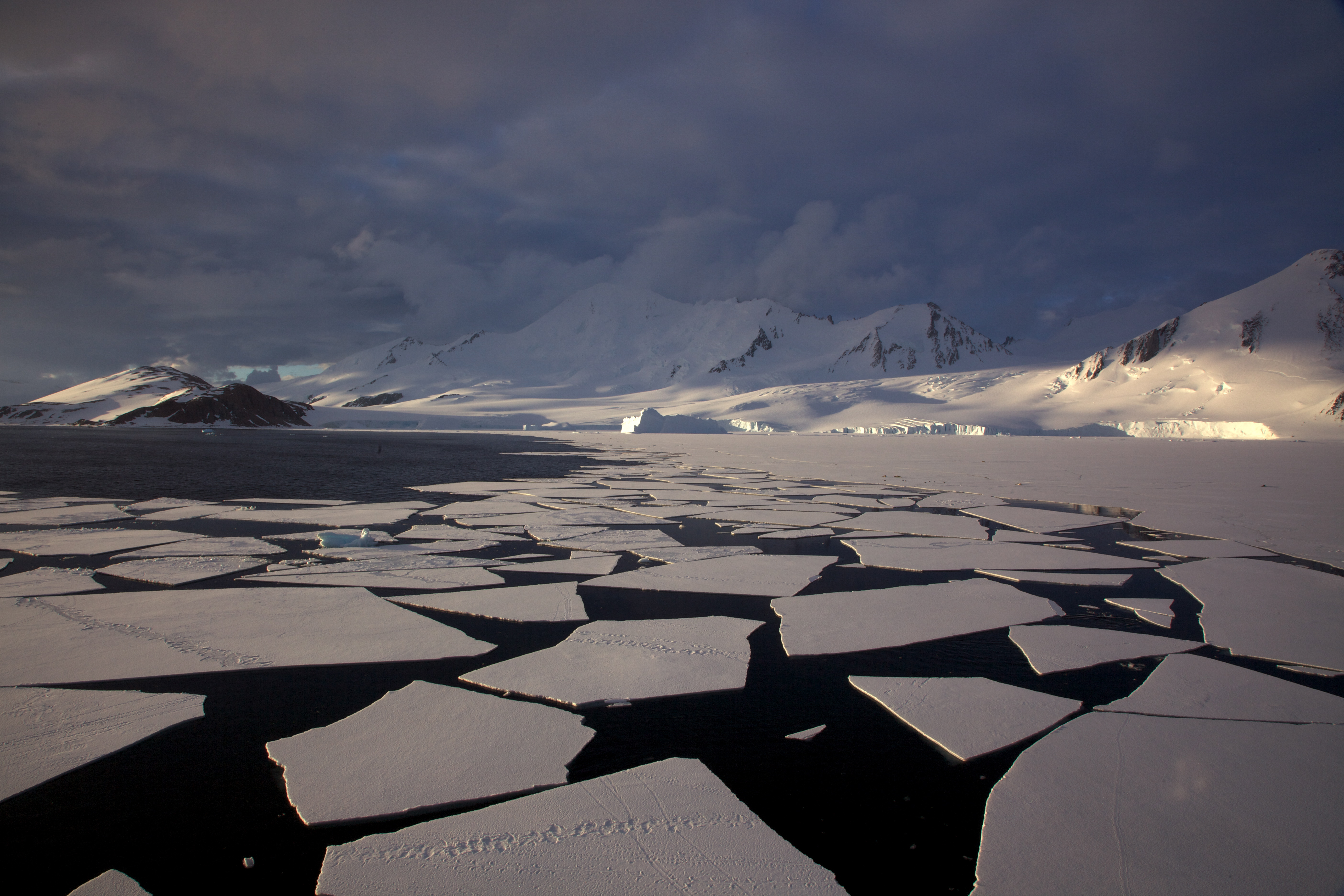
Floes polygonaux de débâcle le long de la Péninsule Antarctique.
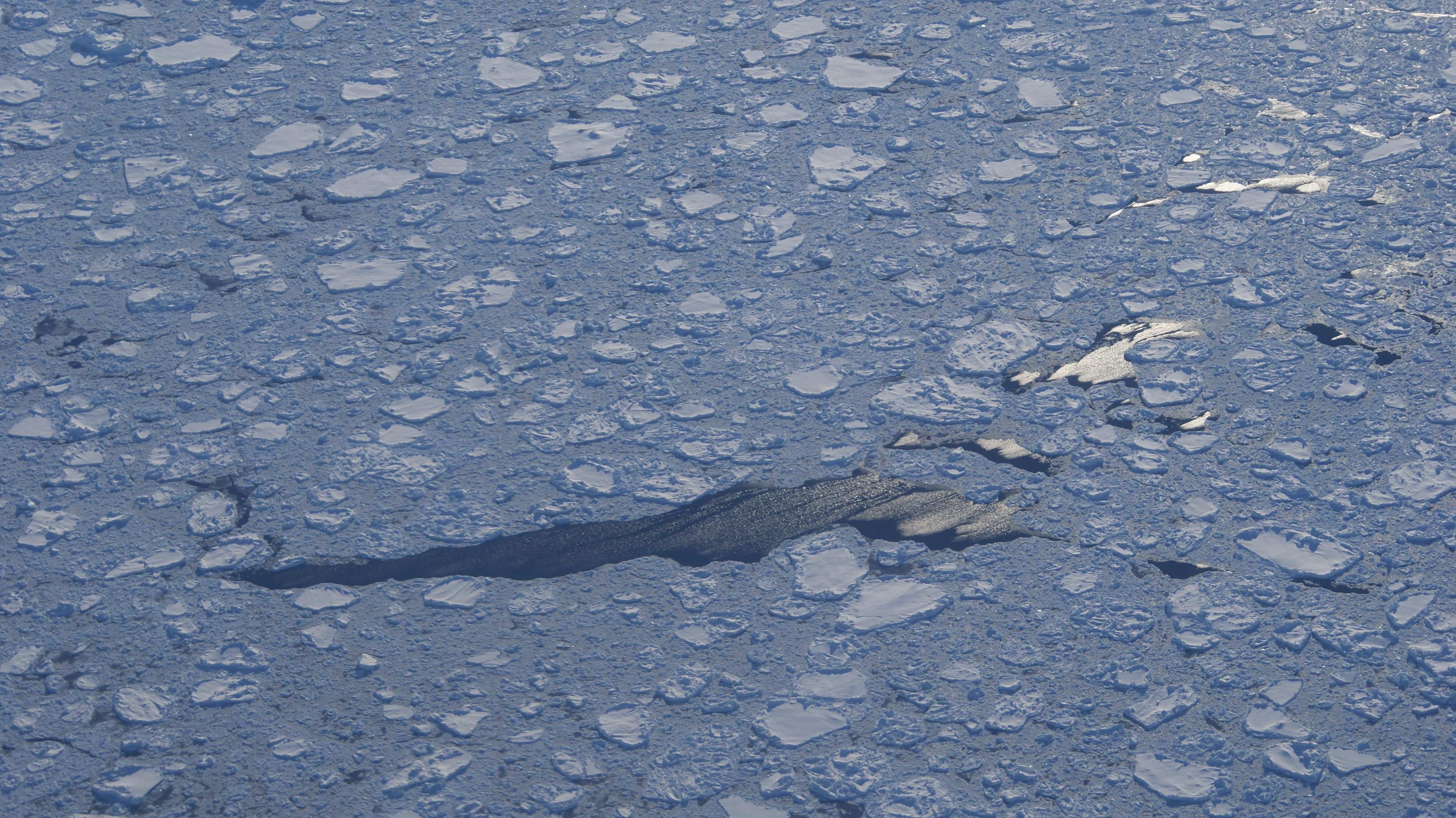
Floes d'embâcle (lors de la formation de la banquise) au Groenland.